# Triton (bok)
Triton, även känd som Triton: An Ambiguous Heterotopia och Trouble on Triton, är en science fiction-roman från 1976 av författaren Samuel R. Delany.
Triton handlar om livet under 2100-talet på Neptunus största måne Triton. Där är samhället uppdelat i flera områden som själva styr över vilka sexuella och könsmässiga beteenden som är accepterade. Berättelsen följer huvudpersonen Bron när han försöker lösa sina problem genom att byta kön.
Triton nominerades till Nebulapriset 1976.